# Haby kraftverk
Haby kraftstation är ett vattenkraftverk i Slottsån. Verket byggdes 1913 till 1915. Tidigare hade det funnits kvarn och såg på platsen. Borås kommun äger kraftverket genom Borås Energi och Miljö och har ägt kraftverket sedan det byggdes. Det har en fallhöjden på 27,8 meter. För att uppnå denna fallhöjd leds vattnet i tub en längre sträcka. Kraftverket var när det byggdes det största i Sverige med en effekt på omkring 4 MW och fick betydande uppmärksamhet. Genom uppgraderingar 1928 och 1953 ökade uteffekten till 5,3 MW fördelat på två turbiner. Ägarna har tillåtelse till nolltappning.